# Neuillé-Pont-Pierre
Neuillé-Pont-Pierre é uma comuna francesa na região administrativa do Centro, no departamento Indre-et-Loire. Estende-se por uma área de 39 km². Em 2010 a comuna tinha 2 058 habitantes (densidade: 52,8 hab./km²).